# Хец, Герхард
Герхард Хец (нем. Gerhard Hetz; 13 июля 1942, Хоф, Германский рейх — 19 мая 2012, Барра де Навидад, Мексика) — немецкий пловец, серебряный призёр Олимпийских игр в Токио в эстафете 4×200 метров вольным стилем, бронзовый призёр — на дистанции 400 метров комплексным плаванием.

## Спортивная карьера
Один из самых известных западногерманских пловцов, в 1960—1966 гг. он выиграл в общей сложности 27 национальных чемпионских титулов. В 1959—1964 гг. — неизменно побеждал на дистанции 1500 м вольным стилем. В 1962 и 1963 гг. становился Спортсменом года ФРГ. Являлся двукратным рекордсменом мира (май-июнь 1962, октябрь 1963-июль 1964) на дистанции 400 метров комплексным плаванием. Долгое время удерживал рекорд Европы на дистанции 200 м вольным стилем.
На летних Олимпийских играх в Токио (1964) выиграл индивидуальную бронзовую медаль на дистанции 400 м комплексным плаванием и стал вторым в составе сборной в эстафете 4 × 200 м вольным стилем. Вместе с Хорст-Гюнтером Грегори, Франком Вигандом и Ханс-Йоахимом Кляйном завоевал серебряную медаль за сезон в Соединённых Штатах. Ему долгое время принадлежал рекорд Европы на дистанции 200 метров вольным стилем.
После завершения спортивной карьеры работал тренером в клубах Blau-Weiß из Бохума (1968—1975) и SV Rhenania из Кёльна (1975—1991). За жёсткость его тренировок получил прозвище «Мясник». Среди его самых известных учеников — бронзовый призёр мюнхенской Олимпиады (1972) на 200-метровке вольным стилем Вернер Лампе и двукратный чемпион мира Райнер Хенкель. В 1997 г. работал тренером центра олимпийской подготовки Кёльн/Бонн/Леверкузен.